# Vlag van Kraggenburg

Vlag van Kraggenburg

De vlag van Kraggenburg werd in 2024 door het Nederlandse dorp Kraggenburg in gebruik genomen toen Kraggenburg zijn 75e verjaardag vierde.
De vlag is opgebouwd uit drie horizontale banen in de kleuren rood, wit en rood, en in het midden van de vlag bevindt zich een gouden embleem, dat bestaat uit twee staande leeuwen die een wapenschild vasthouden. Op dit wapenschild staat een versierde vuurtoren met lichtbaken. Deze vuurtoren verwijst naar de tijd waarin Kraggenburg nog aan het water was. Het dorp beschikte over een eigen haven met een havenmeester en een lichtwachter. In 1877 werd er een nieuw huis voor deze havenmeester gerealiseerd, gelegen bovenop de lokale terp. Dit kreeg een lichthuis en fungeerde vanaf dat moment als vuurtoren. Sinds de drooglegging van de Noordoostpolder heeft de haven haar rol verloren. De leeuwen zijn afgeleid van de twee stenen leeuwen die door beeldhouwer Bart van Hove in 1964 zijn vervaardigd. Deze beschermen traditioneel symbolisch de ingang van het dorp.
Bant
· Biddinghuizen
· Creil
· Ens
· Espel
· Luttelgeest
· Marknesse
· Nagele
· Rutten
· Tollebeek